# Diocèse d'Ica
Le diocèse d'Ica (en latin : Dioecesis Icensis ; en espagnol : Diócesis de Ica) est un diocèse de l'Église catholique du Pérou suffragant de l'archidiocèse de Lima. 

## Territoire

Diocèse d'Ica

Le diocèse comprend la région d'Ica sur un territoire d'une superficie de 21 251 km2 divisé en 38 paroisses. L'évêché est à Ica où se trouve la cathédrale saint Jérôme.

## Histoire
Le diocèse est érigé le 10 août 1946 par la constitution apostolique Ad majora Christi fidelium du pape Pie XII en prenant une partie du territoire de l'archidiocèse de Lima. Le chapitre de la cathédrale est fondé le 10 janvier 1948 par la constitution apostolique Cathedralia Capitula.

## Évêques
- Francisco Rubén Berroa y Bernedo (23 novembre 1946 - 12 juillet 1958)
- Alberto María Dettmann y Aragón, O.P (6 février 1959 - 5 octobre 1973)
- Guido Breña López, O.P (5 octobre 1973 - 31 octobre 2007)
- Héctor Eduardo Vera Colona depuis le 31 octobre 2007